# Bordetella parapertussis

A Bordetella parapertussis é uma pequena bactéria gram-negativa do genus Bordetella que está adaptada para colonizar o trato respiratório dos mamíferos. A pertússis, causada pela B. parapertussis, se manifesta com sintomas semelhantes à doença derivada da B. pertussis mas tende geralmente a ser menos severa . A imunidade derivada da B. pertussis não protege contra infecção pela B. parapertussis, entretanto, porque o antígeno O só é encontrado na B. parapertussis.  Este antígeno protege a B. parapertussis contra anticorpos específicos à B. pertussis, então a bactéria fica livre para colonizar os pulmões do hospedeiro sem estar sujeita ao ataque prévio de anticorpos. Estas descobertas sugerem que a B. parapertussis evoluiu numa população hospedeira que já tinha desenvolvido imunidade à B. pertussis, onde capaz de fugir da imunidade da B. pertussis encontrou uma vantagem.
Duas linhagens de B. parapertussis tem sido descritas. A primeira afeta humanos e é responsável por uma minoria de casos da doença pertússis (também conhecida como coqueluche). A segunda linhagem, ovina,  causa pneumonia não-crônica progressiva em carneiros. Ambas as linhagens são pensadas de terem evoluído de uma ancestral aparentada, a B. bronchiseptica. Esta doença pode ser sintomática ou assintomática e pode predispor os hospedeiros à uma infecção secundária.